# Карагай (Бурабайский район)
Карага́й (каз. Қарағай) — село в Бурабайском районе Акмолинской области Казахстана. Входит в состав Успеноюрьевского сельского округа. Код КАТО — 117063300.

## География
Село расположено в южной части района, на расстоянии примерно 50 километров (по прямой) к юго-западу от административного центра района — города Щучинск, в 14 километрах к юго-западу от административного центра сельского округа — села Успеноюрьевка.
Абсолютная высота — 402 метров над уровнем моря.
Ближайшие населённые пункты: село Ульгиалган — на востоке, село Новоандреевка — на севере, село Райгородок — на юге.

## Население
В 1989 году население села составляло 166 человек (из них казахи — основное население).
В 1999 году население села составляло 152 человека (72 мужчины и 80 женщин). По данным переписи 2009 года, в селе проживало 25 человек (13 мужчин и 12 женщин).
| Численность населения | Численность населения | Численность населения |
| 1989                  | 1999                  | 2009                  |
| --------------------- | --------------------- | --------------------- |
| 166                   | ↘152                  | ↘25                   |

## Улицы[5]
- ул. Каратал
- ул. Сарыкол